# 林晋
林 晋（はやし すすむ、1953年 - ）は、日本の歴史学者・情報学者・数学者。神戸大学名誉教授、京都大学名誉教授。

## 人物・経歴
広島県生まれ。1972年広島大学附属福山高等学校卒業。1976年立教大学理学部数学科卒業。1978年立教大学大学院理学研究科博士課程前期修了（理学修士）。1981年筑波大学大学院数学研究科修了（理学博士）。
同年文部技官任官（数学系準研究員）。1982年東京都立工科短期大学専任講師。1984年京都大学数理解析研究所助手。1988年スタンフォード大学計算機科学科客員研究員、フランス国立情報学自動制御研究所ソフィア・アンティポリス客員研究員。1989年龍谷大学理工学部数理情報学科助教授。1992年同教授。
1995年神戸大学工学部知能情報工学科教授。2004年文部科学省科学技術政策研究所科学技術動向研究センター客員研究官。2005年京都大学大学院文学研究科教授、神戸大学名誉教授。2019年京都大学名誉教授。

## 歴史学者としての活動
林は、元々情報学者・数学者であったが、2005年以降は、歴史学を中心に研究するようになった。特に、論理学者クルト・ゲーデルの歴史観に端を発する「ゲーデルと数学の近代」の歴史研究に力を入れ、京都学派研究、ヒルベルト数学ノート研究、SMART-GSという手書き史料研究ツールの開発、更にはAIの社会影響の研究、IT政策に関する研究及びエッセイや講演など関連する活動は多岐に渡る。研究成果の一部は、2018年の応用哲学会のシンポジウムの報告や2021年の「西田・田辺記念講演」で知ることができる。

## 著書
- ”PX: A Computational Logic, S. Hayashi and H. Nakano” マサチューセッツ工科大学出版局 1988年
- 『構成的プログラミングの基礎』（小林聡と共著）遊星社、1991年。ISBN 4795268673。
- 『情報系の数学入門』（八杉満利子と共著）オーム社 1993年
- 『ゲーデルの謎を解く』岩波書店 1993年
- 『プログラム検証論』共立出版 1995年
- 『論理パズルとパズルの論理』（八杉満利子と共著）遊星社 1998年
- 『パラドックス！』（編著）日本評論社 2000年
- 『お話・数学基礎論』（八杉満利子と共著）ブルーバックス 2002年

## 翻訳
- クルト・ゲーデル著『不完全性定理』（八杉満利子と共訳）岩波文庫 2006年